# Desa Kenongorejo (administrativ by i Indonesien, lat -7,45, long 111,67)
Desa Kenongorejo är en administrativ by i Indonesien.   Den ligger i provinsen Jawa Timur, i den västra delen av landet, 500 km öster om huvudstaden Jakarta.